# Халупа, Франтишек
Франтишек Халупа (чеш. František Chalupa; 30 декабря 1857, Кралице около Углиржске-Яновице — 1 января 1890, Прага) — австро-венгерский чешский писатель

, поэт, журналист и переводчик (в том числе с русского языка). Многие свои произведения написал под псевдонимом «Вацлав Яловек».

## Биография и творчество
Среднее образование получил в гимназии в Градец-Кралове, где был одним из лучших учеников. Изучал древнегреческий язык и латынь, а также заинтересовался польским и русским языками, в этот же период написал свои первые стихотворения и сделал первые переводы стихов с других языков. Преподаватели гимназии рекомендовали, что после окончания её он поступил изучать классическую филологию, в то время как его отец хотел, чтобы он стал священником. Сам Франтишек хотел заниматься литературой и быть учителем, поэтом, историком литературы и переводчиком. Чтобы реализовать свои планы, он отправился в 1877 году в Прагу, где поступил на философский факультет Пражского университета, где изучал классическую филологию.
Первый год в Праге прошёл для него очень тяжело. У него почти не было денег, поскольку его отец отказывался его поддерживать. Тем не менее он, помимо учёбы в университете и частных уроков литературы, стал одним из основателей и участников деятельности пражского кружка Umělecká beseda. Разные творческие люди, с которыми он встречался, например, в ресторане U myslik или кафе Kavárna Slavia, в шутку называли его «Русский мужик» — в отличие от других, он всегда был трезв, сдержан, уравновешен, но, также в отличие от них, носил очень бедную одежду, не имел большой уверенности в себе и не любил касаться в беседах личных тем.
После годичного пребывания в Праге его положение начало улучшаться. За научную работу по философии Эпиктета он получил премию в 40 золотых, а его литературные работы вскоре получили известность. Он публиковал эссе, рассказы и стихи, писал рецензии на художественные произведения, переводил с русского, польского и латыни и продолжал учёбу.
В апреле 1880 года стал главным редактором журнала Ruch, оставаясь на этой должности до 1882 года. Это был самый плодовитый период в его творчестве. Для Ruch он писал множества статей, в некоторых номерах более чем половину статей, как под своим собственным именем, так и под псевдонимами. Несколько стихотворные и прозаические произведения его авторства опубликованы в виде книг. Он также написал короткие статьи, некрологи и исследования для других журналов.
После 1886 года у него начался личный и творческий кризис. Его физическое и психическое здоровье пошатнулось, пропало желание работать и начались проблемы с алкоголем. Возможно, он «сломался» после быстро достигнутого им в Праге успеха, но могли быть и другие причины. Умер в возрасте 31 года после нескольких лет творческого бездействия.
Переводами Халупа занимался не систематически, а выбирал обычно отдельные стихотворения, которые ему нравились. Свои переводы публиковал в журналах Ruch и Světozor. В частности, перевёл с русского две серии стихотворений: «Niwa» и «Kvítí z ruských luhů» (1885). Сборник эпических стихотворений авторства самого Халупы, вдохновлённых русской эпической поэзией, вышел в 1889 году — «Zpĕvy bohatýrské». Из рассказов его наиболее известные: «Naše ves jindy a dnes» (1886) и «Poslední Přemyslovec» (1887). Его перу принадлежит также несколько крупных статей по истории литературы, а также большое количество написанных для журналов биографий и некрологов известных личностей, для написания которых ему часто удалось найти интересные и малоизвестные сведения.